# The Silence's Echo
Pour plus de détails, voir Fiche technique et Distribution.
The Silence's Echo est un film documentaire marocain réalisé en 2010 par Rabii el Jawhari.

## Synopsis
Le mirage du cinéma exerce un puissant pouvoir sur les habitants de Ouarzazate. Beaucoup d’entre eux rêvent de devenir riches grâce à cette industrie… qui n’est finalement qu’un miroir aux alouettes. Leur salaire reste maigre et leur permet tout juste de survivre, même lorsqu’ils parviennent à obtenir des rôles importants dans des films à gros budget. Le documentaire suit ainsi un jeune homme qui joua aux côtés de Brad Pitt dans le film Babel. Malgré ce statut, il vit aujourd’hui modestement dans les montagnes proches de Ouarzazate.

## Fiche technique
- Réalisation : Rabii el Jawhari
- Production : Ouarzazate Action
- Image : Rabii el Jawhari
- Son : Aziz Mabrouk
- Musique : Hicham Amedrass
- Montage : Rachid Ahlal Ali Ayach